# Осипов, Ростислав Сергеевич
Ростислав Сергеевич Осипов (род. 4 января 1996, Екатеринбург) — российский хоккеист, защитник.

## Биография
Начинал заниматься хоккеем в «Автомобилисте» Екатеринбург. В 2009 году перешёл в систему казанского «Ак Барса», в сезоне 2012/13 дебютировал в команде МХЛ-Б «Ирбис». Играл за команды МХЛ «Чайка» Нижний Новгород (2013/14), «Мамонты Югры» (2014/15 — 2015/16). В сезоне 2016/17 выступал за клубы чемпионата Казахстана «Горняк» Рудный и «Темиртау». Играл в низших российских лигах за команды «Алтай» / «Динамо-Алтай» Барнаул (2017/18, 2018/19, 2020/21 — 2021/22), «Красноярские рыси» (2018/19),
«Ермак» (2018/19), «Рязань» (2019/20).
Игрок любительских команд «Инфорс» (Екатеринбург, 2022/23 — 2023/24), «Энергия» (Рефтинский, 2023/24).
Серебряный призёр хоккейного турнира зимних юношеских Олимпийских игр 2012.